# كومبليكيتد
"Complicated" هي أول أغنية منفردة من ألبوم «Let Go» للمغنية الكندية آفريل لافين، أطلقت في أبريل2002، واعتبرت من أقوى أغاني لافين وأكثرها شعبية، بحيث أصبحت توقيعها المميز لأسلوبها ونوعها الموسيقي، لتؤمنها بذلك موقعا قويا في الأوساط الموسيقية.
تلقت هذه الأغنية الثناء من النقاد والمعجبين على حد السواء، حيث حازت على العديد من الترشيحات والجوائز، واقتحمت القوائم العالمية لتتصدر المراتب العليا منها، كالمرتبة الثانية في "Billboard Hot 100"، مما جعلها ثاني أكثر أغانيها نجاحا من ناحية تصدر القوائم حتى الآن. كما اعتبرها النقاد في موقع "About.com" أفضل أغنية لعام 2002 ، وثاني أفضل أغنية للافين حتى الآن.

## حول الأغنية
اجتمعت لافين مع فريق "The Matrix" المكون من ثلاثة كتاب (لورين كريستي، سكوت سبوك، غراهام إدواردز)، من أجل كتابة الأغنية، وبالرغم من إصرارها أنها قد شاركت في كتابة معظم الأغنية في عدة مناسبات، إلا أن الفريق يصرحون بأنهم قد كتبوا معظم الأغنية على عكسها، حيث قامت بعمل بعض التغييرات في اللحن والكلمات، مشيرين بذلك إلى عدم استحقاقها للقب التأليف في هذه الأغنية.
تصنف الأغنية على أنها من فئة روك بوب، وفي عدة ترشيحات للأغنية رشحت تحت فئة البوب.
قام المغني الأمريكي "Weird Al Yanakovic" بعمل نسخة فكاهية من الأغنية لألبومبه، تحت عنوان "A Complicated Song".

### معنى الأغنية
تتحدث لافين في الأغنية عن قصتها مع صديق شاب يتصرف على طبيعته عندما يكونان وحدهما، بينما يتظاهر بكونه شخصا مغايرا لطبيعته أمام الناس كي ينال إعجابهم، ولذلك، فهي تجد نفسها أسيرة هذا الموقف المعقد، حيث أنها تفضل الشخص المختفي وراء ذلك القناع، وتحاول إقناعه بأن محاولاته لا تجدي نفعا (كلمات الأغنية تبدو وكأنها تخاطب ذلك الشاب)، حيث تصارحه بأنه يبدو كأخرق عندما يفعل ذلك ويزعجها بتصرفاته.
بذلك فإن المعنى الأساسي هو أن يتقبل الشخص نفسه وأن يتصرف على طبيعته عندما يكون مع الآخرين.

## الفيديو

مشهد من الأغنية حيث تقوم لافين بالتزحلق داخل المجمع التجاري مع رفاقها

الفيديو من إخراج "The Maloys"، وقد قدم نمطا مختلفا عن معظم الفيديوهات المقدمة من بعض المغنيات الأخرى ات، حيث كان شبابيا، فكاهيا ومتمردا إلى حد ما، ليتناسب بذلك مع شخصية لافين وفكرة الأغنية.
تبدأ الأغنية بلافين وهي تتزحلق للقاء أصدقائها (فرقتها)، والذين تبدو عليهم آثار الملل، فتسألهم ما إن أرادوا الذهاب لـ «تحطيم» المجمع التجاري. ومن هنا، تبدأ المواقف المضحكة في الحدوث، حيث يبدؤون بالتجوال داخل المجمع وعمل المقالب المختلفة - بعضها غير مقصود - فتقع في ورطة مع حراس الأمن في بعض المقاطع، بينما تزعج بعضا من المشترين بتصرفاتها الغريبة. كما تظهر في بعض المقاطع وهي تعزف مع فرقتها في ساحة التزحلق مع بعض المتزحلقين، إلا أن الفرقة لا تعزف في المقاطع التي يسمع فيها نغمات الغيتار، كما أن نوع الإيتار المستخدم في الفيديو مختلف عن النوع المستخدم أثناء التسجيل.
مما هو جدير بالذكر أن شقيقي لافين (أخوها الأكبر وأختها الصغرى) قد ظهرا في خلفية الأغنية
(شاهد الفيديو).

## قائمة الأغاني

### الـ CD الأساسي (المملكة المتحدة، المكسيك، كندا)
- تاريخ الإصدار في المملكة المتحدة: 1 سبتمبر2002 [6]

1. "Complicated" (المكس الخاص بـ «توم لورد - ألجي»)
2. "I Don't Give"
3. "Why"
4. "Complicated" (الفيديو)

### الـ CD الأسترالي (النسخة الأسترالية)
- تاريخ الإصدار: 1 يوليو2002 [7]

1. "Complicated" (المكس الخاص بفريق المايتركس)
2. "I Don't Give"
3. "Why"

### B-Side الأغنية
1. "I Don't Give"
2. "Why"

## الجوائز والترشيحات
تلقت الأغنية ترشيحتان لجائزة الغرامي، كأغنية العام، وأفضل أداء صوتي في أغنية بوب في عام 2003، لكنها لم تفز بهما. كما ترشحت الأغنية لعدة جوائز عالمية وحازت على معظمها (انظر أيضا الجوائز التي حازت عليها "Complicated").

### الشهادات العالمية
تلقت الأغنية عدة شهادات تتراوح بين المرتبات المختلفة، وقد حازت على 3 x بلاتينوم من قبل "CRIA".
- أستراليا: 2 x بلاتينوم (140,000)
- النرويج: بلاتينوم (20,000)
- أستريا: غولد «ذهبية» (15,000)
- سويسرا: غولد «ذهبية» (20,000)
- المملكة المتحدة: سيلفر «فضية» (200,000)

## القوائم العالمية
تمكنت هذه الأغنية من تحطيم العديد من الأرقام القياسية، بما فيها البقاء لمدة 11 أسبوعا متتاليا في المرتبة الأولى في قائمة "Contemporary Hit Radio"، واحتلال المرتبة الأولى في العديد من البلدان، بما فيها نيوزيلندا، والتي بقت في المرتبة الأولى لمدة 9 أسابيع.
| القوائم لعام (2002)                                    | أعلى مرتبة |
| ------------------------------------------------------ | ---------- |
| United World Charts                                    | 1          |
| القائمة النيوزيلندية للأغاني المنفردة                  | 1          |
| القائمة الأسترالية للأغاني المنفردة                    | 1          |
| (القائمة الإسبانية - أعلى 40) Los 40 Principales Spain | 1          |
| قائمة هونغ كونغ للأغاني المنفردة                       | 1          |
| قائمة المملكة المتحدة للأغاني المنفردة                 | 3          |
| قائمة BDS Airpaly الكندية                              | 1          |
| القائمة الكندية للأغاني المنفردة                       | 21         |
| القائمة الإيرليندية (أعلى 40)                          | 1          |
| U.S. ARC Weekly Chart (أعلى 40)                        | 1          |
| U.S. Adult Contemporary                                | 13         |
| U.S. Latin Pop Airplay                                 | 28         |
| U.S. Latin Tropical/Salsa Airplay                      | 20         |
| U.S. Billboard Hot 100                                 | 2          |
| أعلى 40 (الأرجنتين)                                    | 1          |
| Euro 200 Chart                                         | 2          |
| أعلى 10 (البرازيل)                                     | 1          |
| أعلى 100 (المكسيك)                                     | 2          |
| اليابان (Osakan Hot 100)                               | 1          |
| القائمة السويدية                                       | 2          |
| القائمة النرويجية                                      | 1          |
| World Airplay Top 100                                  | 1          |
| القائمة الفنزويلية للأغاني المنفردة                    | 1          |

## وصلات خارجية
- كلمات أغنية "Complicated"
- فيديو "Complicated"